# Božkov (Mnichovice)
Božkov (německy Boschkau) je vesnice v okrese Praha-východ, je součást města Mnichovice. Těsně sousedí s vlastními Mnichovicemi: nachází se 1 km na jihozápad jejich středu. Krom několika historických stavení z 19. a počátku 20. století a vil, mezi nimiž vyniká Jelínkova vila čp. 34 - chátrající stavba přezdívaná Zámeček, patří mezi pamětihodnosti Božkova kříž z 19. století a čtyři památné lípy malolisté. Na západ od vesnice leží Božkovský rybník na Kunickém potoce a za ním prochází dálnice D1. Jižně od Božkovského rybníka leží další, menší rybník, v poslední době vyschlý, pod nímž donedávna stával Podbožkovský mlýn, zvaný též Šurkov. Jižně od vsi, již na katastru Mirošovic, se nachází přírodní památka Božkovské jezírko. Je zde evidováno 350 adres.

## Další fotografie

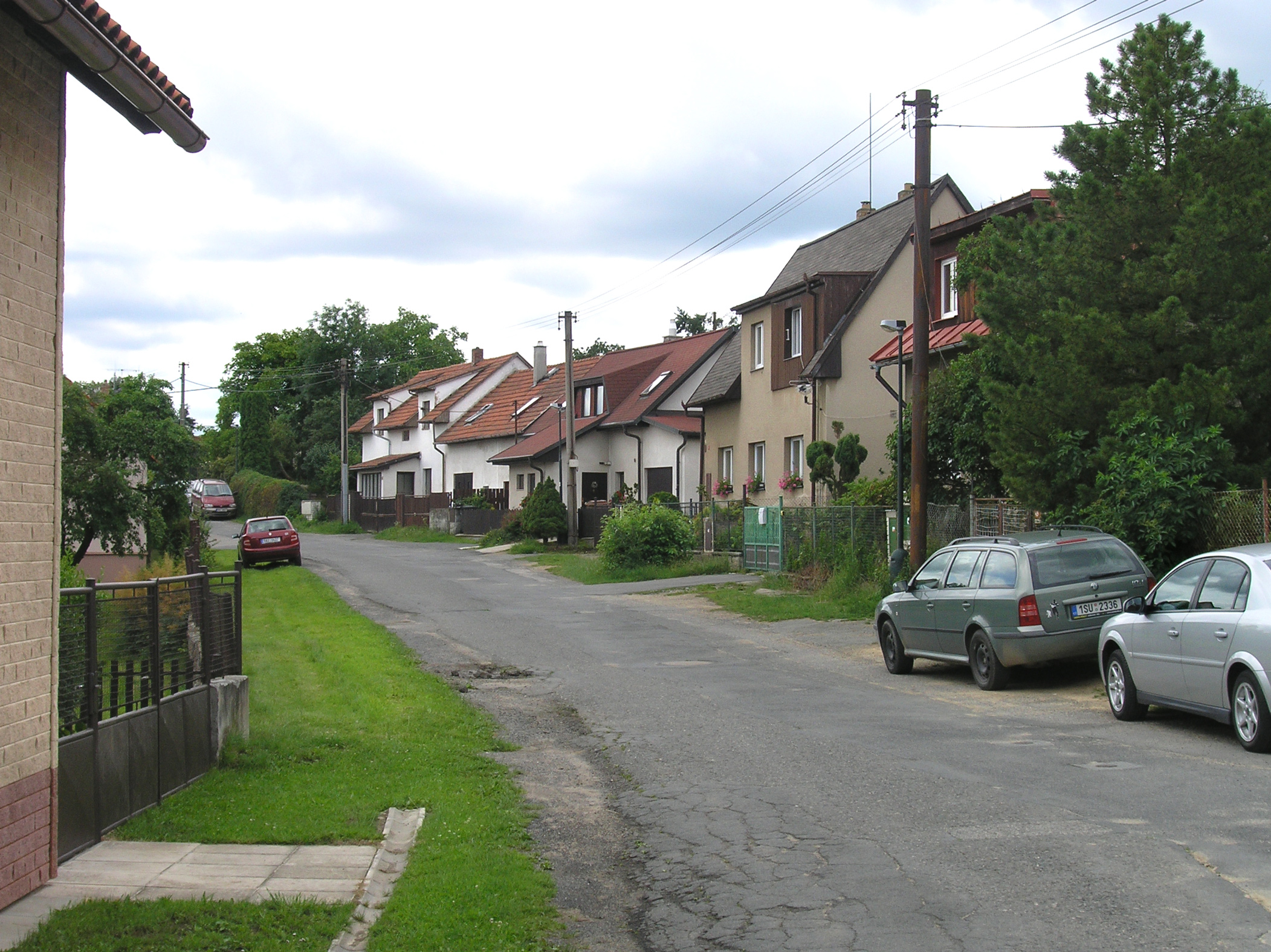
Nádražní ulice
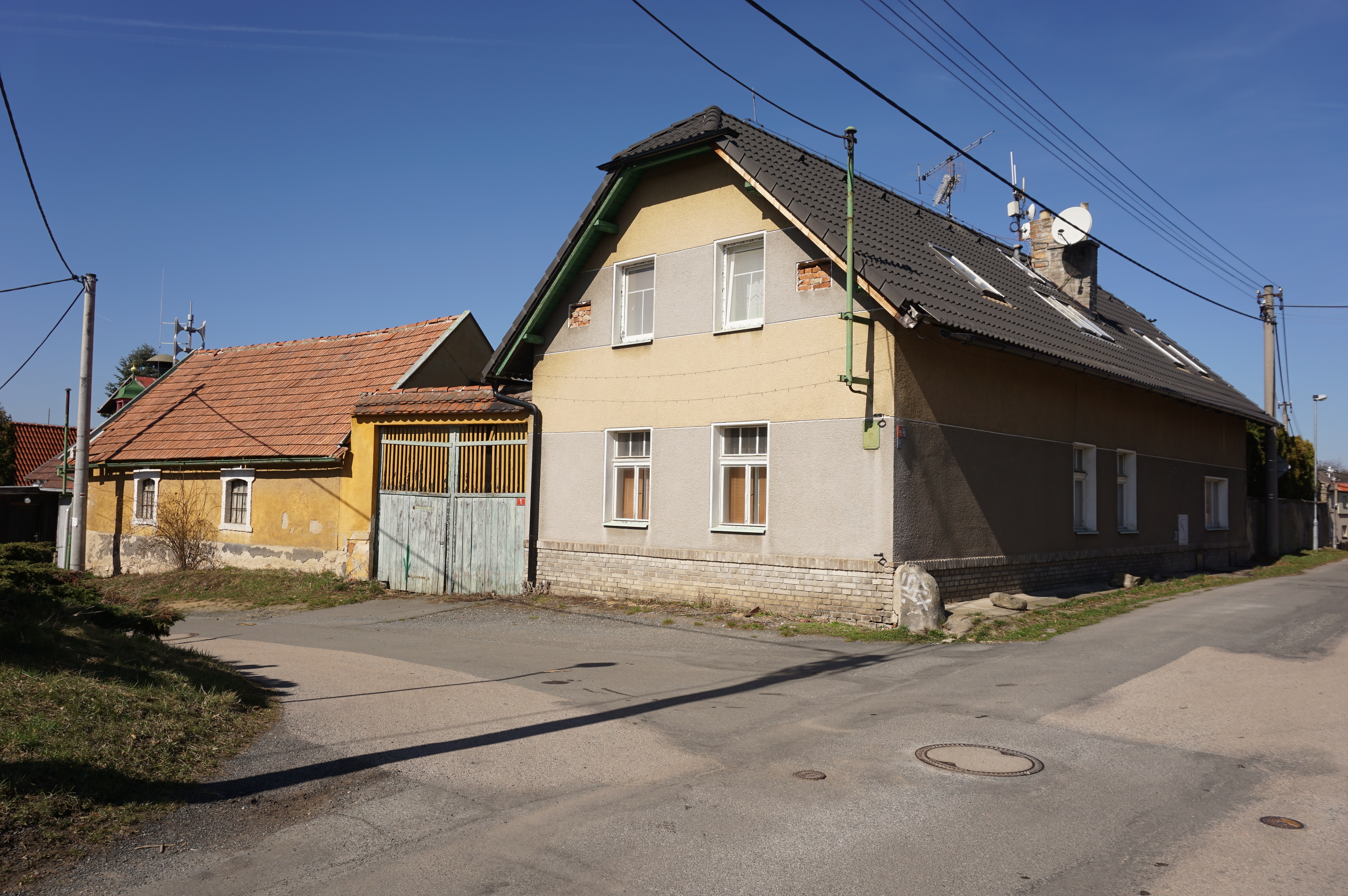
stavení čp. 1 na rohu Svahové a Nádražní
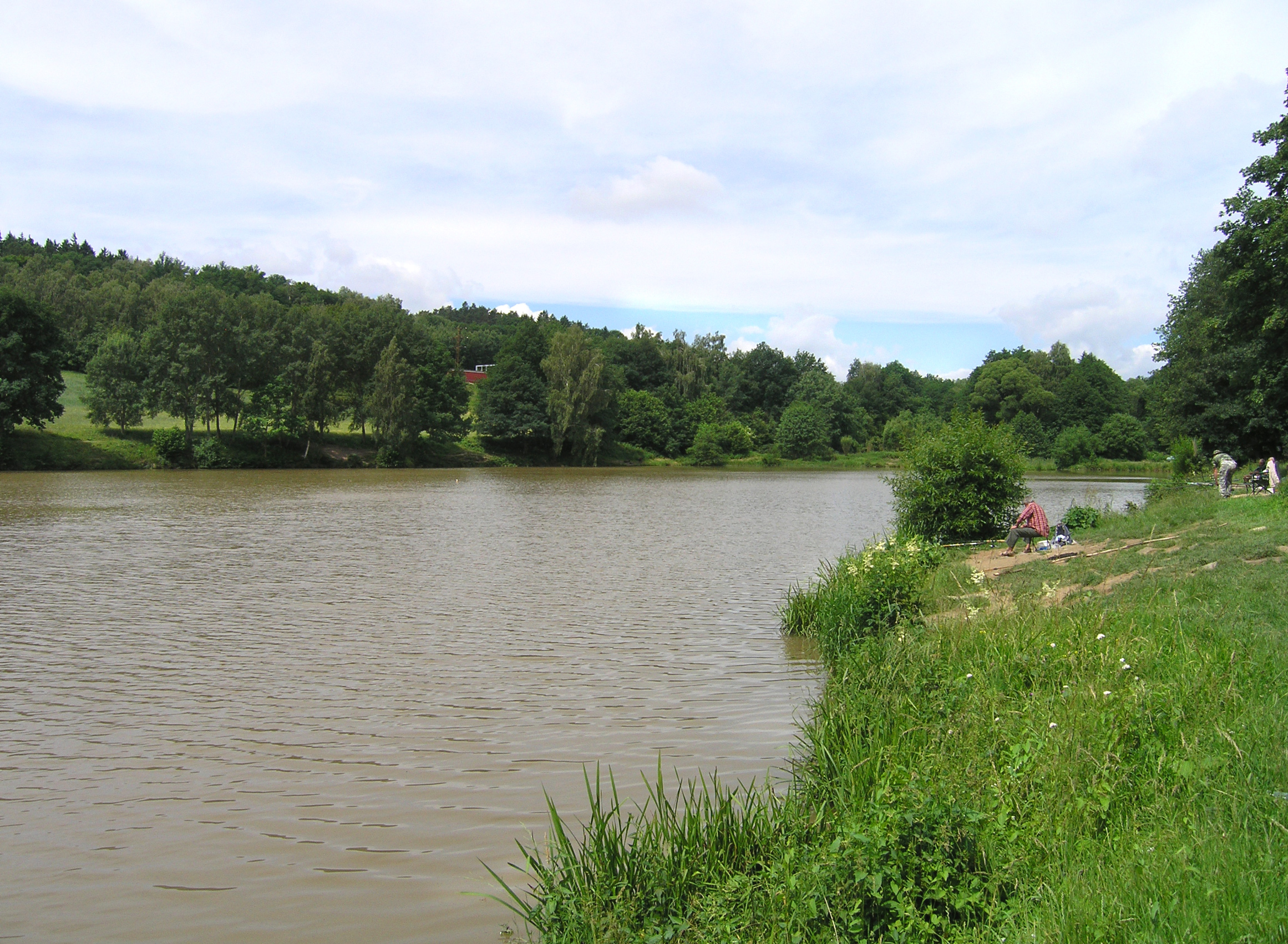
Božkovský rybník
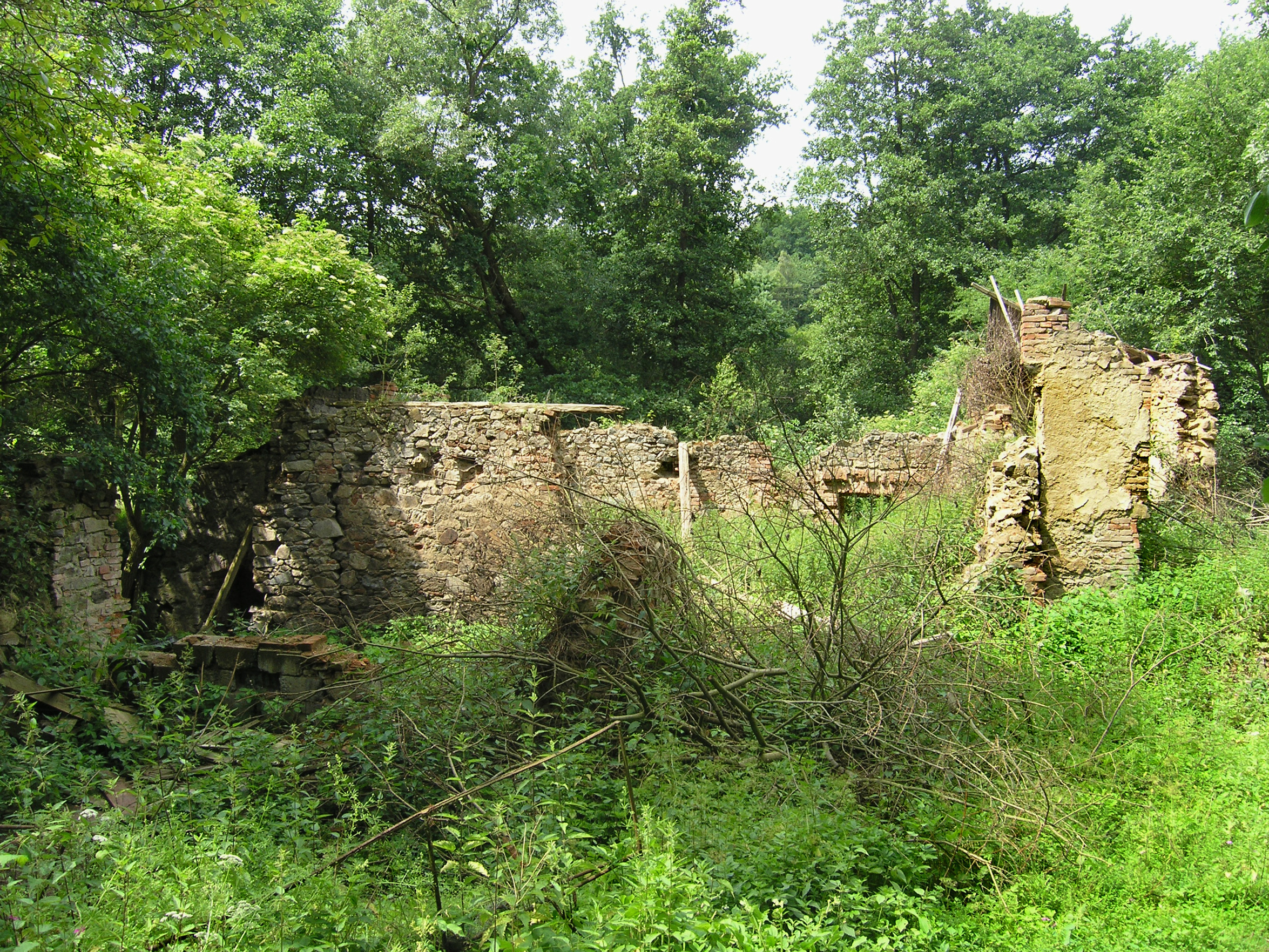
zřícenina Podbožkovského mlýna (Šurkova)
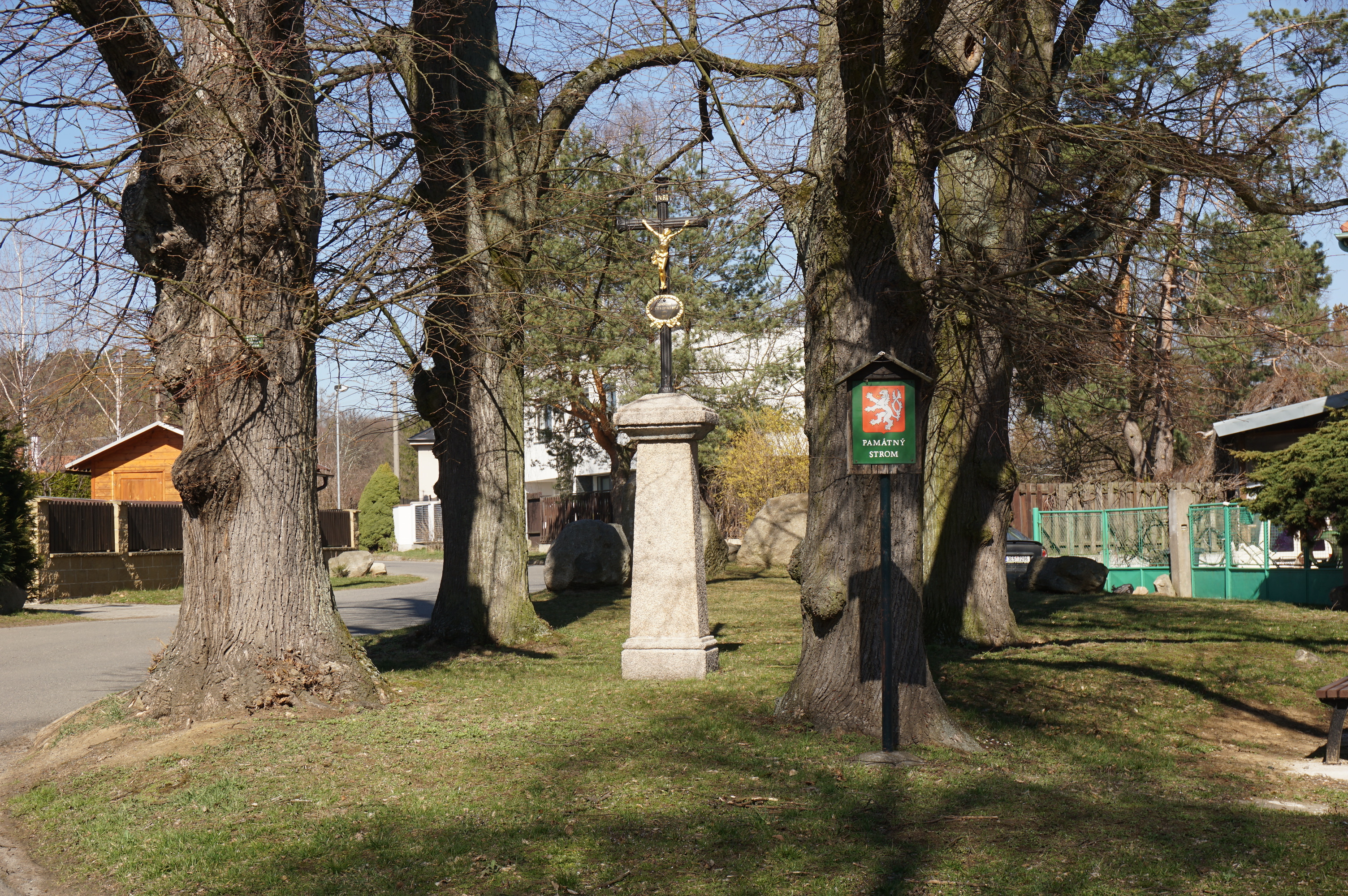
kříž a památné lípy